# Chorisis
Chorisis là một chi thực vật có hoa trong họ Cúc (Asteraceae).

## Loài
Chi Chorisis gồm các loài: